# 诺尔岛
诺尔岛，为法罗群岛中部的一个岛屿，位于斯特勒姆岛首府托尔斯港东边4公里处。岛屿面积为10.3平方公里，人口数量为234人（2021年1月）。

## 简介
诺尔岛是法罗群岛岛屿中海拔最低的岛屿，最高处的海拔为372米。岛屿南部有两个海角，各有一个灯塔。灯塔建于18世纪后期以方便走私者航行，其时丹麦政府施行了不受欢迎的贸易垄断。2005年，丹麦国家银行发行的20丹麦克朗的纪念币上有一个灯塔的图案。
岛上只有一个定居点，位于岛屿西北部的半岛上，该半岛与岛屿其他部分之间只有一条仅几米宽的地峡。从托尔斯港到此的轮渡只需20分钟。岛上有40多名居民每天早上前往托尔斯港工作。由于此岛的住房比托尔斯港便宜，有很多年轻的家庭从托尔斯港搬到这里。这样的话，既可住在“乡下”，但离首府只有20分钟的路程。诺尔岛是群岛中人口最多却没有既有或计划与其他岛屿有公路相连的岛屿。

## 图集

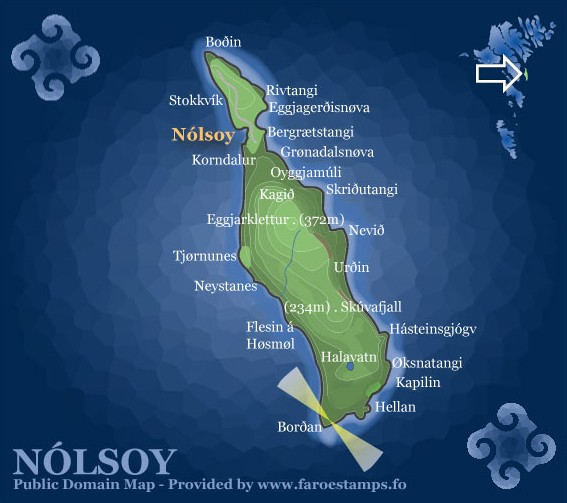
诺尔岛地图
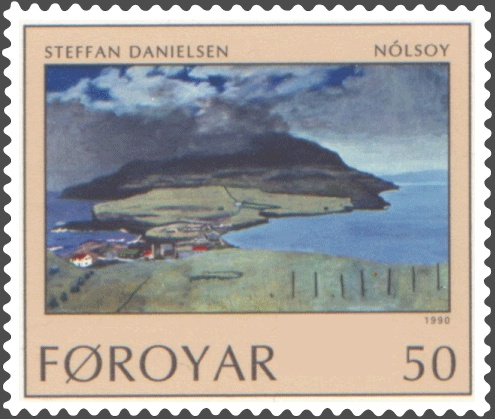
邮票上的诺尔岛
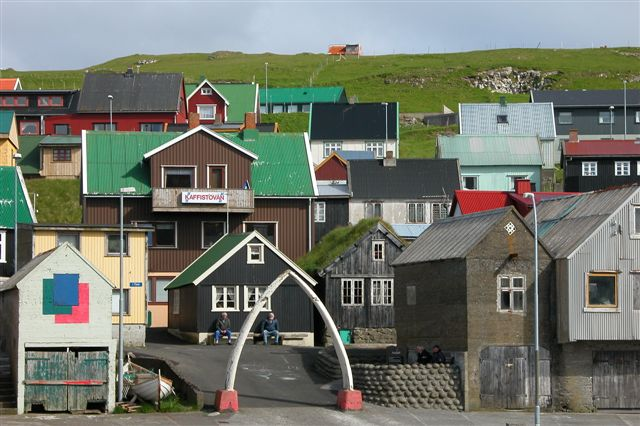
岛上的村庄
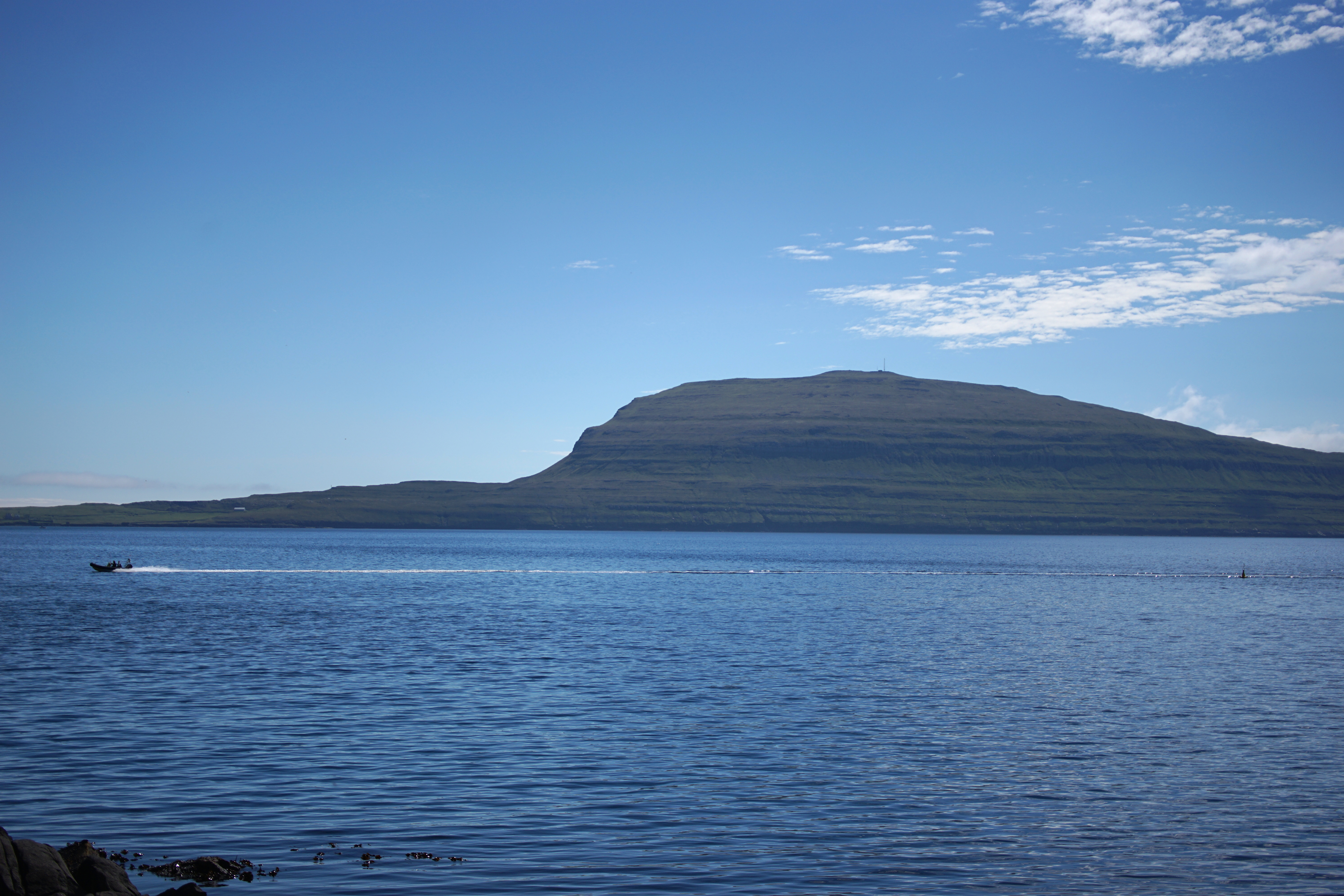
从托尔斯港眺望诺尔岛上的最高峰